# Dobrovelîcikivka
Dobrovelîcikivka (în ucraineană Добровеличківка) este așezarea de tip urban de reședință a raionului Dobrovelîcikivka din regiunea Kirovohrad, Ucraina. În afara localității principale, mai cuprinde și satele Mariivka și Varvaro-Oleksandrivka.

## Demografie
Componența lingvistică a așezării de tip urban Dobrovelîcikivka
     Ucraineană (96,6%)
     Rusă (3,02%)
     Alte limbi (0,21%)
Conform recensământului din 2001, majoritatea populației așezării de tip urban Dobrovelîcikivka era vorbitoare de ucraineană (96,6%), existând în minoritate și vorbitori de rusă (3,02%).